# 女性No.1
『女性No.1』（じょせいナンバーワン、原題・英語: Woman of the Year）は、1942年に製作・公開されたアメリカ映画である。（撮影は1941年）ジョージ・スティーヴンスが監督し、スペンサー・トレイシーとキャサリン・ヘプバーン初の共演作となった。

## キャスト
- サム・クレイグ：スペンサー・トレイシー
- テス・ハーディング：キャサリン・ヘプバーン
- エレン（テスの叔母）：フェイ・ベインター

## スタッフ
- 監督：ジョージ・スティーヴンス
- 製作：ジョーゼフ・L・マンキーウィッツ
- 脚本：リング・ラードナー・ジュニア、マイケル・ケニン
- 音楽：フランツ・ワックスマン
- 撮影：ジョセフ・ルッテンバーグ
- 編集：フランク・サリヴァン
- 美術：セドリック・ギボンズ
- 衣裳：エイドリアン
- 録音：ダグラス・シアラー

## アカデミー賞受賞・ノミネーション
- 受賞
  - 脚本賞：リング・ラードナー・ジュニア、マイケル・ケニン
- ノミネーション
  - 主演女優賞：キャサリン・ヘプバーン